# O zmartwychwstały
"O Zmartwychwstały" (fr. 'À toi la gloire O Ressuscité),  (ang. 'Thine Is the Glory), chrześcijański hymn na Wielkanoc, napisany przez szwajcarskiego pastora, Edmonda Budry'ego (1854–1932). Do pieśni wykorzystano muzykę z oratorium Juda Machabeusz, które w roku 1747 skomponował Georg Friedrich Händel. O Zmartwychwstały śpiewa się na tę samą melodię co Haendlowski chorał See the conquering Hero comes z  Judy Machabeusza. Na tę samą melodię śpiewa się adwentową piesń Córko Syjońska.
W Polsce pieśń jest często śpiewana w czasie luterańskich nabożeństw w okresie Wielkanocy. Zagranicą hymn śpiewany jest także w czasie wesel lub pogrzebów. Polskie tłumaczenie wykonane zostało przez ks. Bogdana Trandę (zwrotki 1-3) oraz ks. Edwarda Romańskiego (zwrotki 4-6) w latach 60 XXw.
Pieśn znajduje się w Śpiewniku Ewangelickim pod numerem 188.

## Tekst francuski
I zwrotka
À toi la gloire, O Ressuscité!
À toi la victoire pour l’éternité!
Brillant de lumière, l’ange est descendu,
Il roule la pierre du tombeau vaincu.
À toi la gloire, O Ressuscité!
À toi la victoire pour l’éternité!
II zwrotka
Vois-le paraître: C’est lui, c’est Jésus,
Ton Sauveur, ton Maître, Oh! ne doute plus!
Sois dans l’allégresse, peuple du Seigneur,
Et redis sans cesse: Le Christ est vainqueur!
À toi la gloire, O Ressuscité!
À toi la victoire pour l’éternité!
III zwrotka
Craindrais-je encore? Il vit à jamais,
Celui que j’adore, le Prince de paix;
Il est ma victoire, mon puissant soutien,
Ma vie et ma gloire : non, je ne crains rien!
À toi la gloire, O Ressuscité!
À toi la victoire pour l’éternité!

## Tłumaczenie zŚpiewnika Ewangelickiego
I zwrotka
O Zmartwychwstały,
ten zwycięski hymn
na znak Twojej chwały
wiekuistej brzmi.
Anioł zstąpił z nieba,
wokół światła blask
i odwalił z grobu
ciężki śmierci głaz.
II zwrotka
Patrz, oto stoi
Jezus, tak to On!
Zbawca żyje w glorii
z Ojcem dzieli tron.
Śpiewaj z głębi serca
zmartwychwstania hymn!
Chrystus Pan, Zwycięzca
włada życiem twym.
O Zmartwychwstały,
ten zwycięski hymn
na znak Twojej chwały
wiekuistej brzmi.
III zwrotka
Książę Pokoju
zmienił życia bieg.
Nie upadnie w znoju,
bo mnie będzie strzegł.
Wydarł mnie z rąk śmierci,
moje życie w Nim.
On mi możnym wsparciem
aż do końca dni.
O Zmartwychwstały,
ten zwycięski hymn
na znak Twojej chwały
wiekuistej brzmi.
IV zwrotka
O Zmartwychwstały,
grób zniszczyłeś swój!
Tyś jest królem chwały,
wieczny triumf Twój!
I my żyć będziemy
wiecznie z Panem wraz,
w niebo się wzniesiemy,
gdy On wezwie nas!
O Zmartwychwstały,
grób zniszczyłeś swój!
Tyś jest królem chwały,
wieczny triumf Twój!
V zwrotka
Gdy Go błagamy,
nie ukarze nas.
W Nim swe życie mamy,
On miłuje nas!
Ciesz się, że lud Pana
w Królu Zbawcę ma!
Wierność przezeń dana
po wiek wieków trwa!
O Zmartwychwstały,
grób zniszczyłeś swój!
Tyś jest królem chwały,
wieczny triumf Twój!
VI zwrotka
Cóż od miłości
nas odłączy tej?
Głód, miecz, przeciwności?
Chwile śmierci mej?
Jam światłości dziecię,
cóż przerazi mnie?
Jemu ufam przecież,
więc nie boję się!
O Zmartwychwstały,
grób zniszczyłeś swój!
Tyś jest królem chwały,
wieczny triumf Twój!